# Az Amerikai Egyesült Államok gazdasága
Az Amerikai Egyesült Államok gazdasága magasan fejlett, vegyes gazdaságú, ahol a magántulajdonban lévő vállalkozások és az állami vállalatok egyaránt fontos szerepet játszanak. A 2020-as évek elején a világ legnagyobb gazdasága a nominális GDP alapján és a második legnagyobb vásárlóerő-paritás (PPP) alapján.
A pénzügyi műveleteket dollárban számolják el, valamint a nemzetközi pénzügyi műveletek döntő része is dollárban kerül elszámolásra. Az amerikai fizetőeszközt számos országban alkalmazzák helyi fizetőeszközként és számos más országban alkalmazzák de facto fizetőeszközként. A gazdaságához egy viszonylag állandó GDP növekedés tartozik, visszafogott munkanélküliségi szinttel és magas befektetési aránnyal a kutatás-fejlesztés és a tőkeáramlás terén. 
Az ország bőséges természeti erőforrásokkal rendelkezik, fejlett az infrastruktúrája és magas a munkatermelékenység. Az országnak a világon az egyik legmagasabb egy főre jutó GDP értéke van. Az ország gazdasága az 1890-es évek óta a világ legnagyobb gazdasága (a volt gyarmattartó országok gazdaságait nem számítva).
Az Egyesült Államok az egyik legnagyobb olaj- és földgáztermelő a világon. Gazdasága a világ egyik legnagyobb kereskedelmével és az egyik legnagyobb gyáriparával rendelkezik.
A 2010-es években a világ 500 legnagyobb vállalata közül több mint száznak itt van a székhelye.
Az USA gazdasága rendelkezik a legnagyobb hatású és a legnagyobb értékű pénzügyi piacával. A New York-i tőzsde a világ legnagyobb tőzsdéje az ott adásvételre kerülő vállalati papírok kapitalizációja alapján.
A 2010-es években itt van a világ legnagyobb fogyasztói piaca. A munkaerőpiacon nagy mértékben jelen vannak a bevándorlók, akik a világ minden tájáról érkeztek és a nettó bevándorlási arány is a legmagasabbak közé tartozik a világon.
Az amerikai gazdaság az egyik legversenyképesebb és az egyik leginkább vállalkozásbarát gazdasága.

## Gazdasági adatok

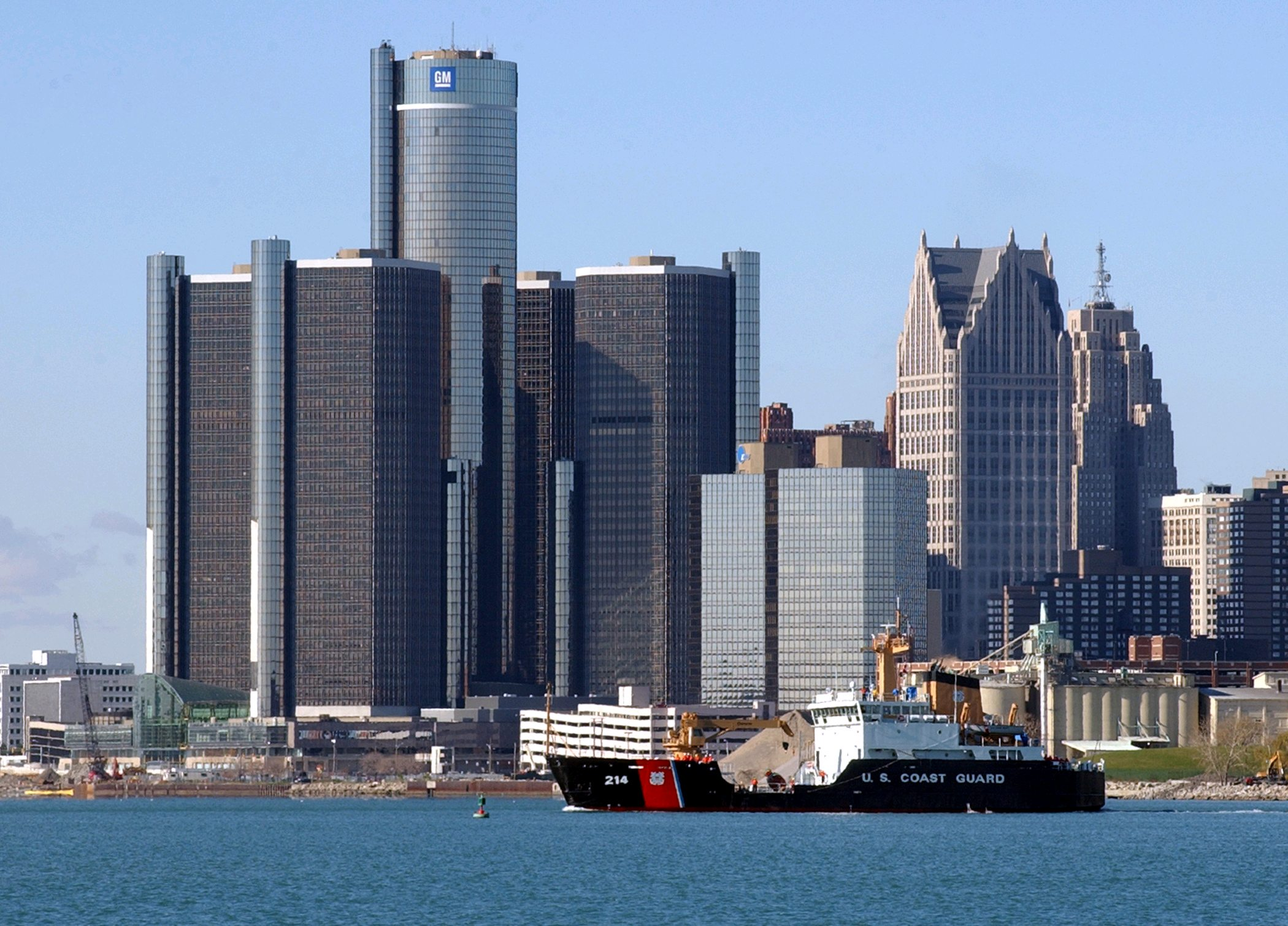
Detroit, az USA egyik volt ipari központja (a bal oldali felhőkarcoló-komplexum a General Motors központja)

Gazdasági adatok 2005–2020 között.

| Év            | Nominális GDP (milliárd USD) | GDP per fő ( USD) | GDP növekedés (reál) | Infláció (százalékban) | Munkanélküliség (százalék) | Költségvetési egyenleg (GDP % -ban) | Államadósság (GDP % -ban) | Folyó fizetési mérleg egyenlege (GDP % -ban) |
| ------------- | ---------------------------- | ----------------- | -------------------- | ---------------------- | -------------------------- | ----------------------------------- | ------------------------- | -------------------------------------------- |
| 2020 (becsl.) | 20,234.0                     | 57,589            | −5.9 %               | 0.6 %                  | 11 %                       | − N/A                               |                           | − N/A                                        |
| 2019          | 21,428.0                     | 64,674            | 2.3 %                | 1.8 %                  | 3.5 %                      | −4.6 %                              | 78.9 %                    | −2.5 %                                       |
| 2018          | 20,580.2                     | 62,869            | 2.9 %                | 2.4 %                  | 3.9 %                      | −3.8 %                              | 77.8 %                    | −2.4 %                                       |
| 2017          | 19,519.4                     | 60,000            | 2.4 %                | 2.1 %                  | 4.4 %                      | −3.4 %                              | 76.1%                     | −2.3 %                                       |
| 2016          | 18,715.0                     | 57,878            | 1.6 %                | 1.3 %                  | 4.9 %                      | −3.1 %                              | 76.4%                     | −2.3 %                                       |
| 2015          | 18,224.8                     | 56,770            | 2.9 %                | 0.1 %                  | 5.3 %                      | −2.4 %                              | 72.5%                     | −2.2 %                                       |
| 2014          | 17,521.3                     | 54,993            | 2.5 %                | 1.6 %                  | 6.2 %                      | −2.8 %                              | 73.7%                     | −2.1 %                                       |
| 2013          | 16,784.9                     | 52,737            | 1.8 %                | 1.5 %                  | 7.4 %                      | −4.0 %                              | 72.2%                     | −2.1 %                                       |
| 2012          | 16,155.3                     | 51,404            | 2.2 %                | 2.1 %                  | 8.1 %                      | −5.7 %                              | 70.3%                     | −2.6 %                                       |
| 2011          | 15,517.9                     | 49,736            | 1.6 %                | 3.1 %                  | 8.9 %                      | −7.3 %                              | 65.8%                     | −2.9 %                                       |
| 2010          | 14,964.4                     | 48,311            | 2.6 %                | 1.6 %                  | 9.6 %                      | −8.6 %                              | 60.8%                     | −2.9 %                                       |
| 2009          | 14,418.7                     | 46,909            | −2.5 %               | −0.3 %                 | 9.3 %                      | −9.8 %                              | 52.3%                     | −2.6 %                                       |
| 2008          | 14,718.6                     | 48,302            | −0.2 %               | 3.8 %                  | 5.8 %                      | −4.6 %                              | 39.4%                     | −4.6 %                                       |
| 2007          | 14,477.6                     | 47,955            | 1.9 %                | 2.9 %                  | 4.6 %                      | −0.8 %                              | 35.2%                     | −4.9 %                                       |
| 2006          | 13,855.9                     | 46,352            | 2.9 %                | 3.2 %                  | 4.6 %                      | −0.1 %                              | 35.4%                     | −5.8 %                                       |
| 2005          | 13,093.7                     | 44,218            | 3.3 %                | 3.4 %                  | 5.1 %                      | −1.2 %                              | 35.8%                     | −5.7 %                                       |

## Gazdasági ágazatok

### Ipar

#### Bányászat
- feketeszén: Appalache-hegység nyugati lábánál, Öt tó-vidéken
- vasérc: Felső-tó vidékén,
- színes- és nemesércek: Sziklás-hegység, Alaszka
- uránérc: Sziklás-hegység
- kőolaj, földgáz: Kalifornia, Mexikói-öböl partján (Texas, Louisiana), Alaszkában – kimerülőben
- kősó: Texas
- kén: Texas
- foszfát: Florida

#### Energiagazdaság

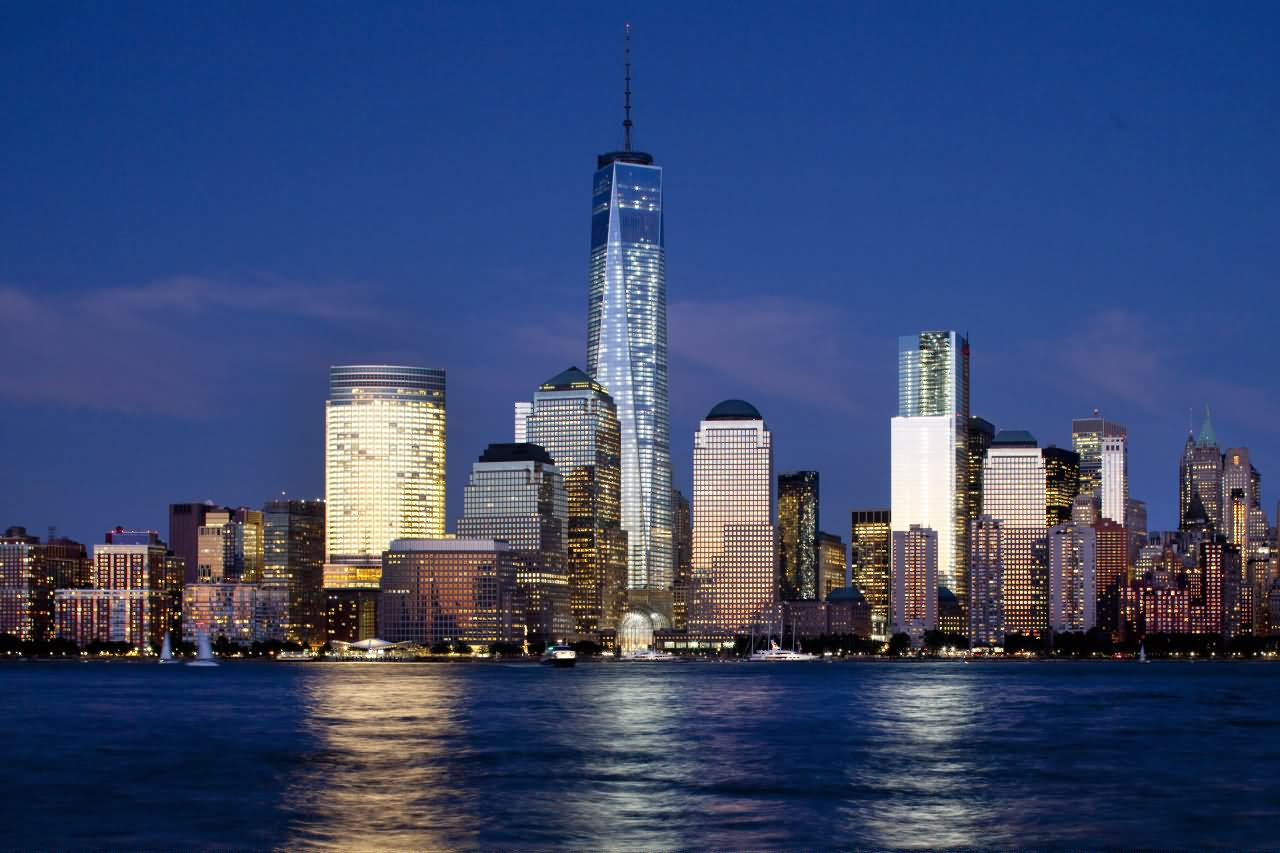
New York City, az Egyesült Államok pénzügyi központja

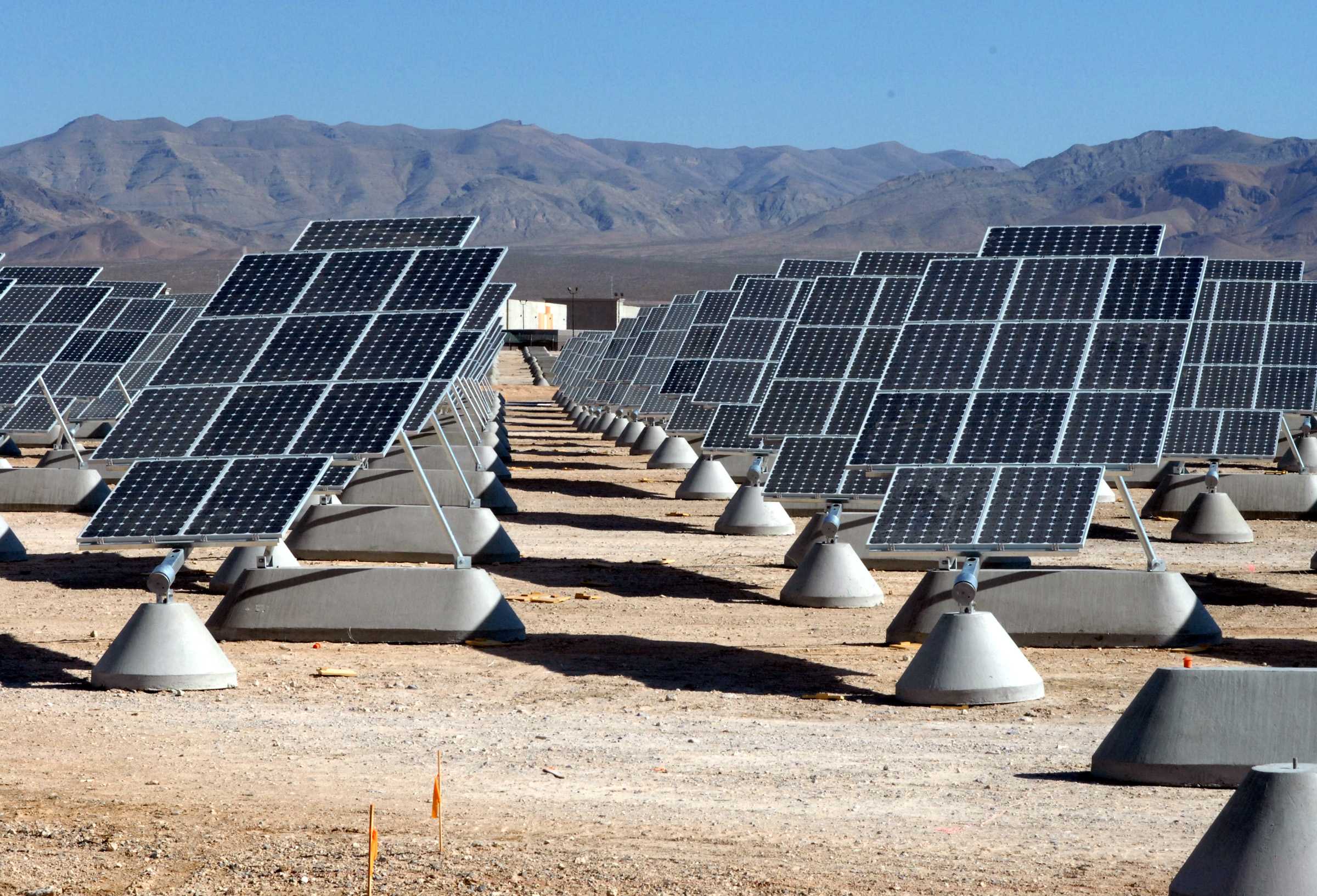
Naperőmű, Nellis Air Force Base, Nevada

Elsősorban a szénhidrogénekre épül, de nagyon jelentős az atomenergia-felhasználása (21%) is. Nem elhanyagolható a széntüzelésű hőerőművek szerepe. Emiatt az egyik legnagyobb környezetterhelő ország.
Intenzíven kutatják az alternatív és megújuló erőforrások felhasználási lehetőségeit, de ezek az eszközök még túl drágák és rossz a rendelkezésre állási mutatójuk.
Nagyobb megújuló energiatermelők:
- Vízerőmű: Columbia és Colorado folyó
- Szélerőmű: Texas, Iowa, Kalifornia
- Naperőmű: Colorado és a délnyugati államok

#### Feldolgozóipar
Szinte az összes iparág képviselője megtalálható itt. Korábban a nehézipar volt a legmeghatározóbb, de ma már a finommechanikai és elektronikai berendezések, illetve az információs technológiák (számítógép) hozzák a fő bevételt.
Déli államok a polgárháborúban elszenvedett vereség és a rabszolga-felszabadítás után nem tudtak gazdasági versenyre kelni az erős, iparosodott Északkal. Az utóbbi néhány évtizedben azonban rohamos ipari fejlődés tapasztalható. A Mexikói öböl partján épültek legnagyobb kőolaj-finomítók. Nagyobb ipartelepek:
- vaskohászat: Appalache-vidék (Pittsburgh, Bethlehem), Nagy Tavak vidéke (Buffalo, Cleveland, Detroit, Chicago-Gary, Duluth).
- alumíniumkohászat: New Orleans, Mobile, Baton Rouge.
- autógyártás: Detroit, Cleveland, Buffalo, Baltimore, Kansas City.
- repülő-, rakétagyártás: Baltimore, Philadelphia, Minneapolis-St. Paul, Denver, San Diego, Los Angeles, San Francisco, Houston, Atlanta, Seattle (Boeing).
- elektronikai ipar: New York, Boston, Philadelphia, Baltimore, Los Angeles.
- kőolajfinomítás, vegyipar: Houston, Baton Rouge, Los Angeles (a texasi partvidéken bányászott kősó és kén, valamint Florida hatalmas foszfátlelőhelyei a szervetlen vegyipar (műtrágyagyártás) alapját képezik).
- élelmiszeripar: Minneapolis-St. Paul, St. Louis, Kansas City.
- Kordillerák erdei és folyói mentén: fatelepek, papírgyárak működnek.
- Hadi ipar a nyugati területeken összpontosult a II. világháború idején. Ez alapozta meg San Diego, Los Angeles, San Francisco hatalmas kikötővárossá fejlődését.
- Észak-Atlanti-partvidék: Európából érkező bevándorlók virágoztatták fel nagy mennyiségű, olcsó munkaerőt kínálva, amely elsősorban a kohászatra és energiaiparra volt hatással, később a munkaerő felértékelődött és felváltották a hagyományos iparágakat a technológia és szolgáltatás szektor kínálta termeléssel.
- A Nagy-tavak ((5)Tó-vidék) környékén ma is a hagyományos nehézipar-városok a jellemzőek.

Buffalo, Cleveland a szállítási útvonalak mentén jött létre, hogy feldolgozzák az alapanyagokat; sok más település keletkezésének prototípusa az övék, ahogy Pittsburgh is, amely a vasérc bánya-falvak kiterjedéseként egyesült.

#### Kereskedelem

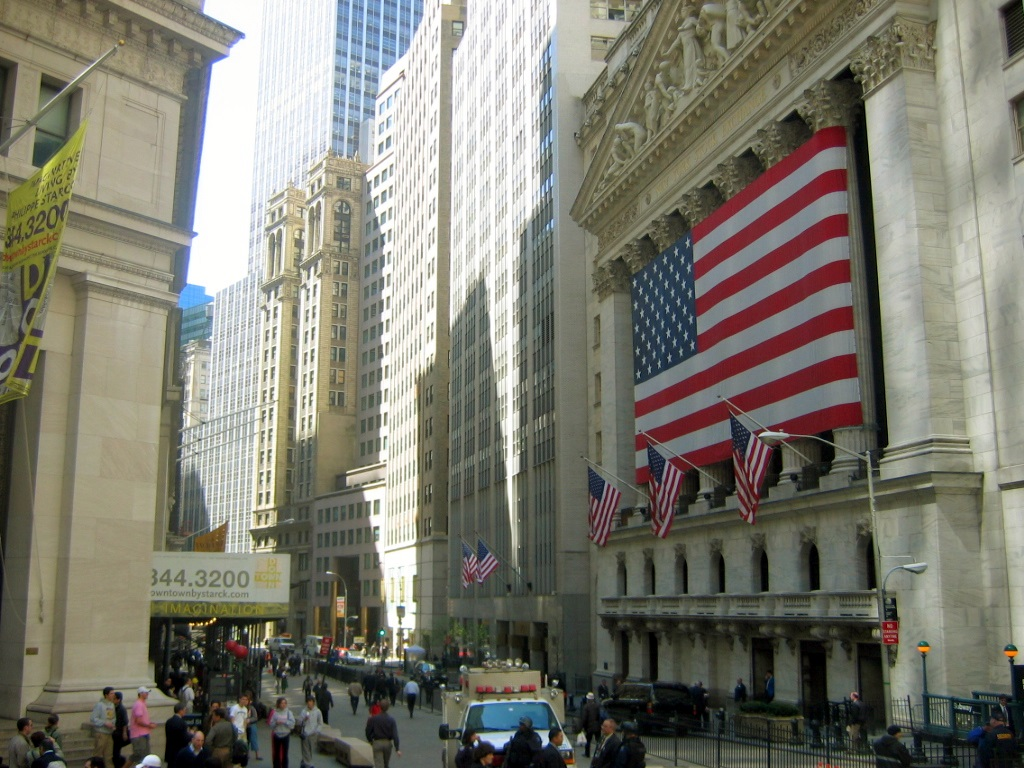
A tőzsde épülete New Yorkban

A kereskedelem központja New York. Itt futnak össze a pénzügyi élet szálai. Itt van a legtöbb bank és monopólium is. Vasércből ma már importra szorulnak, amelyet Kanada (Labrador) elégít ki. Ez hozta magával a Szent Lőrinc víziút megépítését, amely a két ország kereskedelmét nagy mértékben élénkítette. Azonban a legfontosabb közlekedési csomópont Chicago, ahol a légi és vasút közlekedés a legélénkebb. New Orleans az egyik kapcsolat Latin-Amerikával; ahonnan mezőgazdasági termékeket és érceket szereznek.
Korábban északon volt a textilipar központja, de ma már délen saját maguk termelik az alapanyagokat alkalmasabb vidékeken, így átköltözött Floridába, amely az idegenforgalom kedvelt célpontja is egyben. Atlanta ma már szintén (belső)kereskedelmi és pénzügyi központ, és híres a Coca-Coláról. Dallas pedig, ha máshonnan nem is, de a népszerű sorozatból biztosan ismert az olajáról.

#### Mezőgazdaság

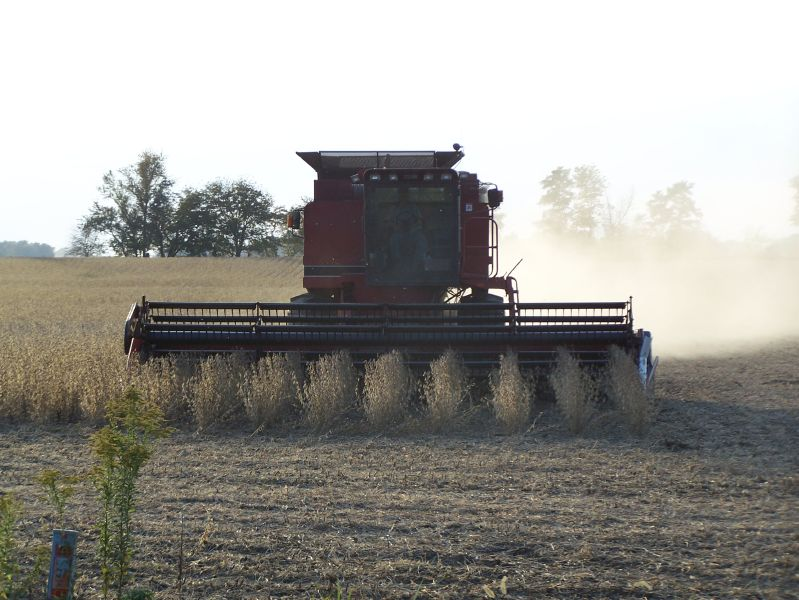
Kombájn aratja a szójababot Indiana államban

Mivel igen szerencsés helyzetben van a terület azáltal, hogy a legtöbb égövet átöleli, és a legkülönbözőbb időjárási zónák megtalálhatóak területén, szinte az összes növényfaj termeszthető. Ugyanakkor sok problémát okoz az, hogy a területe északról nyitott, így gyakran előfordul, hogy az Északi-sarkról tavasz közepén is fagyos léghullám érkezik, ami elpusztítja a fiatal növényeket.
- Közép-Nyugat: kukorica, szója; sertés, szarvasmarha (a mezőgazdaság felértékelődött; legnagyobb: Indianában, Iowában és Illinois-ban).
- Préri-fennsík: búza, legelők; szarvasmarha-tenyésztés.
- Mississippi-alföld: szója, földimogyoró, Texasban gyapot; a legelőkön szarvasmarha-tenyésztés, baromfi.
- Parti-síkság: Virginia – dohány, Mississippi delta – rizs, cukornád, Florida – zöldség, déligyümölcs; a legelőkön szarvasmarha-tenyésztés.
- Kalifornia: mérsékelt övi gyümölcstermesztés (alma, körte, barack, szőlő), zöldségfélék, délen citrusfélék, gyapot; a legelőkön szarvasmarha- és juh-tenyésztés; öntözéses gazdálkodással.
- Kordillerák: fűszertelepek.
- Szarvasmarha-tenyésztés szinte mindenhol folyik hatalmas méretekben (Hamburger), valamint elterjedt a juhtartás is; legeltető tartással.
- Minneapolis, St. Louis, Kansas City a malom- és húsiparáról híres.

#### Űrkutatás
Mivel az űrbejutás könnyebb alacsonyabb szélességi fokról, Houston az űrkutatás központjává lett. Ma már a hosszúsági fok nem olyan lényeges, de a legnagyobb űrközpont mégis Floridában, Cape Canaveral-ben van.

## Külkereskedelem
Az Egyesült Államok 2023-ban a világ 2. legnagyobb exportőre, és a legnagyobb importőre volt. 2023-ban az Egyesült Államok 1,9 billió $ értékben exportált és 3 billió $ értékben importált, 1,1 billió $ hiánnyal. Az ország külkereskedelme Ázsia központú.
Az amerikai exporttermékek legjelentősebb területei a gépipar, az ásványi termékek és a vegyipar. A legjelentősebb kiviteli termékek a finomított- és nyers kőolaj, valamint a földgáz. Az Egyesült Államok legjelentősebb exportországa Kanada, ahova a teljes exportállomány 14,5%-a érkezik. 2018 és 2023 között, az export termékek közül a nyers kőolaj és a földgáz kivitele nőtt a legnagyobb mértékben, míg a legnagyobb visszaesést a légi járművek, valamint a hangszerek szenvedték el. Az exportországok közül 2018 és 2023 között Kanada és az Egyesült Királyság aránya nőtt a legnagyobbat, míg a legnagyobb visszaesést Oroszország és Hongkong szenvedte el.
Az amerikai importtermékek legjelentősebb területei a faipar, az élelmiszeripar és a bőripar. A legjelentősebb behozatali termékek a gépjárművek, nyers kőolaj és a műsorszóró berendezések. Az Egyesült Államok legjelentősebb importországa Mexikó, ahonnan a teljes importállomány 15,2%-a érkezik. 2018 és 2023 között, az import termékek közül a gyógyászati alapanyagok és a gépjárművek behozatala nőtt a legnagyobb mértékben, míg a legnagyobb visszaesést a telefonok és a gyémántok szenvedték el. Az importországok közül 2018 és 2023 között Kanada és Mexikó aránya nőtt a legnagyobbat, míg a legnagyobb visszaesést Kína és Oroszország szenvedte el.

#### Termékek
Az ország tíz legnagyobb export- és importterméke a következő volt 2023-ban:
|     | Legnagyobb exporttermékek          | Legnagyobb exporttermékek | Legnagyobb importtermékek          | Legnagyobb importtermékek |
| --- | ---------------------------------- | ------------------------- | ---------------------------------- | ------------------------- |
|     | Termék                             | Arány                     | Termék                             | Arány                     |
| 1.  | Nyers kőolaj                       | 6,8%                      | Gépjárművek                        | 6,9%                      |
| 2.  | Finomított kőolaj                  | 5,7%                      | Nyers kőolaj                       | 5,7%                      |
| 3.  | Földgáz                            | 4,5%                      | Műsorszóró berendezések            | 3,9%                      |
| 4.  | Gázturbinák                        | 3,7%                      | Számítógépek                       | 3,1%                      |
| 5.  | Gépjárművek                        | 3,5%                      | Gépjármű alkatrészek és tartozékok | 2,9%                      |
| 6.  | Gyógyászati alapanyagok            | 2,8%                      | Gyógyszerek                        | 2,8%                      |
| 7.  | Gépjármű alkatrészek és tartozékok | 2,2%                      | Gyógyászati alapanyagok            | 2,7%                      |
| 8.  | Gyógyszerek                        | 2,2%                      | Finomított kőolaj                  | 2,3%                      |
| 9.  | Légi járművek                      | 2,1%                      | Irodai gép alkatrészek             | 1,8%                      |
| 10. | Integrált áramkörök                | 2%                        | Orvosi műszerek                    | 1,3%                      |

#### Országok
A fő országok, amelyekbe az Egyesült Államok exportált és amelyekből importált termékeket 2023-ban:
|     | Legnagyobb exportországok | Legnagyobb exportországok                                                      | Legnagyobb exportországok | Legnagyobb importországok | Legnagyobb importországok                                                               | Legnagyobb importországok |
| --- | ------------------------- | ------------------------------------------------------------------------------ | ------------------------- | ------------------------- | --------------------------------------------------------------------------------------- | ------------------------- |
|     | Ország                    | Termék                                                                         | Arány                     | Ország                    | Termék                                                                                  | Arány                     |
| 1.  | Kanada                    | Teherautók, gépjárművek, gépjármű alkatrészek és tartozékok...stb.             | 14,5%                     | Mexikó                    | Gépjárművek, gépjármű alkatrészek és tartozékok, teherautók...stb.                      | 15,2%                     |
| 2.  | Mexikó                    | Finomított kőolaj, gépjármű alkatrészek és tartozékok, földgáz...stb.          | 13,1%                     | Kína                      | Műsorszóró berendezések, számítógépek, irodai gép alkatrészek...stb.                    | 14,5%                     |
| 3.  | Kína                      | Szója, nyers kőolaj, földgáz...stb.                                            | 8,3%                      | Kanada                    | Nyers kőolaj, gépjárművek, földgáz...stb.                                               | 13,6%                     |
| 4.  | Németország               | Gépjárművek, nyers kőolaj, gázturbinák...stb.                                  | 5,1%                      | Németország               | Gépjárművek, gyógyászati alapanyagok, gyógyszerek...stb.                                | 5,2%                      |
| 5.  | Japán                     | Földgáz, gázturbinák, gyógyászati alapanyagok...stb.                           | 4,3%                      | Japán                     | Gépjárművek, gépjármű alkatrészek és tartozékok, nagy méretű építőipari járművek...stb. | 4,8%                      |
| 6.  | Egyesült Királyság        | Nyers kőolaj, arany, gázturbinák...stb.                                        | 4,2%                      | Dél-Korea                 | Gépjárművek, gépjármű alkatrészek és tartozékok, finomított kőolaj...stb.               | 3,9%                      |
| 7.  | Hollandia                 | Nyers kőolaj, orvosi műszerek, földgáz...stb.                                  | 3,4%                      | Vietnám                   | Műsorszóró berendezések, számítógépek, bútorok...stb.                                   | 3,9%                      |
| 8.  | Dél-Korea                 | Nyers kőolaj, egyedi funkciókkal rendelkező elektronikus gépek, földgáz...stb. | 3,3%                      | Tajvan                    | Irodai gép alkatrészek, számítógépek, műsorszóró berendezések...stb.                    | 2,9%                      |
| 9.  | Szingapúr                 | Nyers kőolaj, gázturbinák, légi járművek...stb.                                | 2,3%                      | India                     | Gyógyszerek, gyémántok, műsorszóró berendezések...stb.                                  | 2,9%                      |
| 10. | Franciaország             | Gázturbinák, nyers kőolaj, földgáz...stb.                                      | 2,3%                      | Olaszország               | Gyógyszerek, gépjárművek, gyógyászati alapanyagok...stb.                                | 2,4%                      |

### Vámok
2025. április elején, Donald Trump elnök bejelentette, hogy az Egyesült Államok 10%-os alapvámot vezet be az Amerikába irányuló termékekre, ezen túlmenően ágazati szinten (az acélra, alumíniumra és a külföldön gyártott autókra) 25%-os vámot vetnek ki. Közzétették, hogy a világ több országával szemben nem a 10%-os alapvámot, hanem attól jóval magasabb vámot vezetnek be, amely által globális vámháború is kibontakozhat a szakértők szerint.

## Gazdasági térképek, diagramok

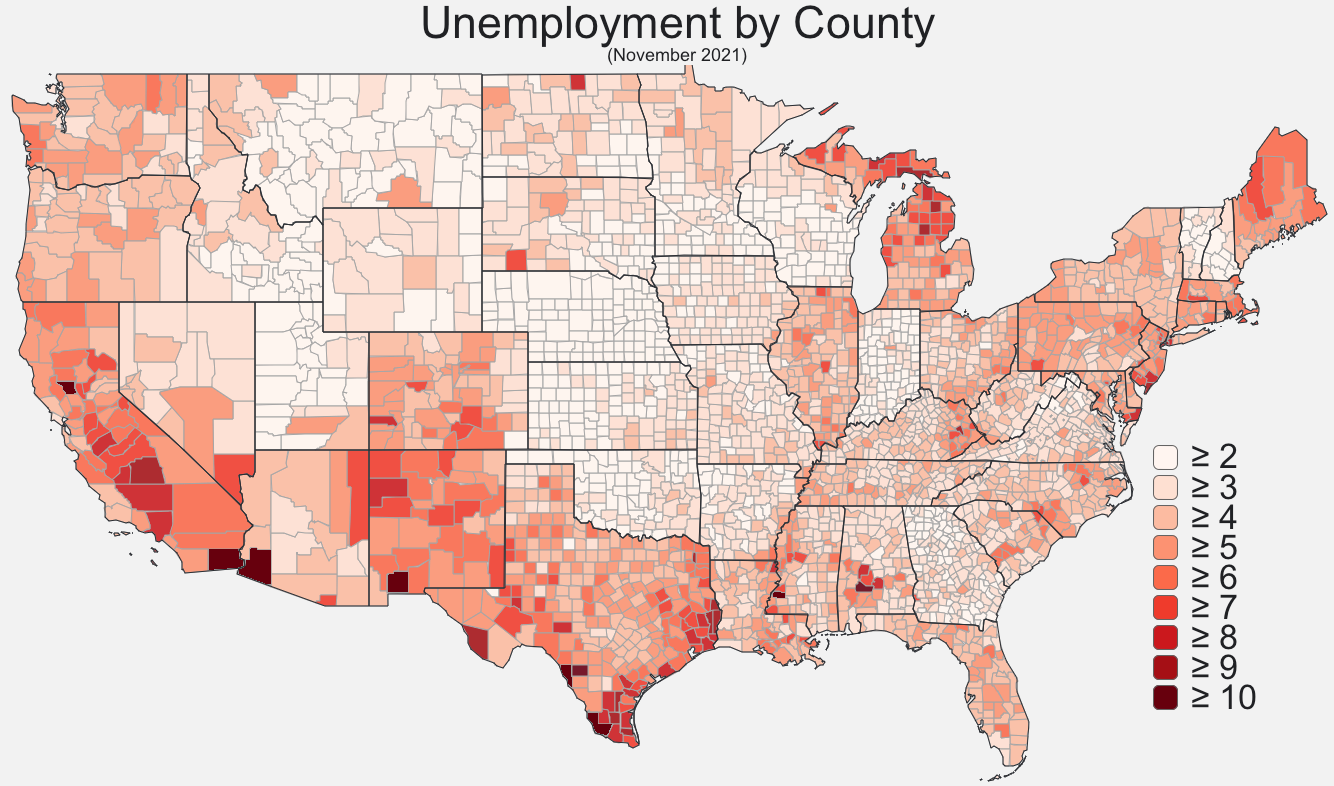
Munkanélküliség megyénként 2021 nov.-ben
GDP (PPP alapján) a globális GDP %-ában: Egyesült Államok (kék) vs. Kína (piros). Alul az évek (1980-2014)
A tíz legnagyobb amerikai vállalat bevétele alapján, 2008-ban
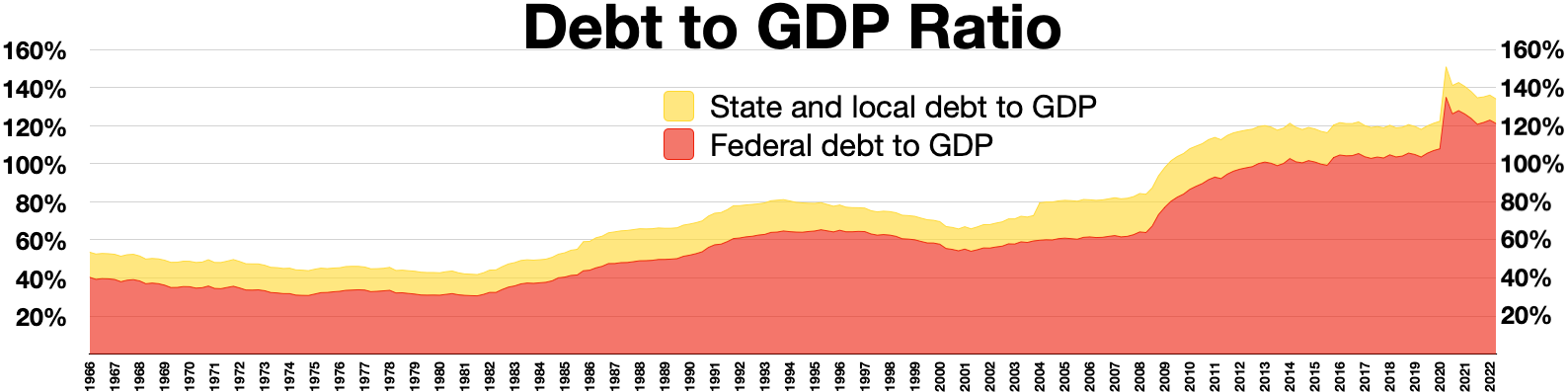
GDP arányos adósság

## Fordítás
Ez a szócikk részben vagy egészben  az   Economy of the United States című angol Wikipédia-szócikk ezen változatának fordításán alapul.  Az eredeti cikk szerkesztőit annak laptörténete sorolja fel. Ez a jelzés csupán a megfogalmazás eredetét és a szerzői jogokat jelzi, nem szolgál a cikkben szereplő információk forrásmegjelöléseként.